# Zigher
Lo zigher è un formaggio di latte vaccino o caprino prodotto in alcune località dell'Agordino (provincia di Belluno). 
I comuni interessati sono, nello specifico, Livinallongo del Col di Lana, Colle Santa Lucia, Selva di Cadore, Alleghe, Rocca Pietore, San Tomaso Agordino, Cencenighe Agordino, Falcade, Canale d'Agordo e Vallada Agordina.

## Descrizione
Viene prodotto da latte vaccino o caprino che, inaciditosi, forma un coagulo che viene separato dalla parte liquida mediante un canovaccio. È poi impastato più volte con erba cipollina (o altre essenze), sale e pepe. Raggiunta una certa solidità, gli viene data una forma conica del peso di circa 150 g. 
Può essere consumato fresco oppure dopo una breve stagionatura. Privo di crosta (sebbene, maturando, possa presentare sulla superficie una fioritura di muffa), ha consistenza fresca, morbida e un poco granulosa. Ha sapore leggermente acidulo e salato, che con il tempo, può diventare amarognolo.
Grazie alla sua pasta spalmabile, è particolarmente indicato per la preparazione di stuzzichini e antipasti. Se stagionato, può essere grattugiato.